# Gabriel Girotto Franco
Gabriel Girotto Franco (Campinas, 10 juli 1992) - alias Gabriel - is een Braziliaans voetballer die doorgaans als defensieve middenvelder speelt. Hij verruilde Monte Azul in januari 2017 voor Corinthians
1 Souza ·
2 Matheuzinho ·
3 F. Torres ·
5 Ramalho ·
6 Palacios ·
7 Maycon ·
8 Charles ·
9 Alberto ·
10 Garro ·
11 Romero · 
13 Henrique ·
14 Raniele ·
17 Giovane ·
19 Carrillo ·
20 Raul ·
21 Bidu ·
22 H. Hernández ·
25 Cacá ·
27 Bidon ·
31 Kayke ·
32 Donelli ·
35 Mana ·
37 Ryan ·
41 R. Santos ·
43 Magno ·
46 Hugo ·
47 Tchoca ·
70 J. Martínez ·
77 Coronado ·
80 Santana ·
94 M. Depay ·
Coach: R. Díaz